# Avully
Avully es una comuna suiza del cantón de Ginebra. Está situada en la ribera izquierda del Ródano, en la frontera con Francia. Limita al norte con las comunas de Dardagny y Russin, al este con Cartigny y Laconnex, al sur con Avusy y Chancy, y al oeste con la comuna de Challex (FRA-01).
La comuna comprende las localidades de Epeisses, Eaumorte y Gennecy.

## Historia
Mencionada en 1220 como Avullie, el territorio había sido concedido por los condes de Ginebra al priorato de San Víctor; los derechos de la alta justicia fueron ejercidos por los condes de Ginebra, los de Saboya en 1402, por Berna en 1536 y de nuevo por los Saboya en 1567, los demás derechos eran ejercidos por el priorato. 
Avully junto con Chancy y Aire-la-Ville habían sido atribuidas a Francia gracias al tratado de Lyon de 1601, que ponía fin a la guerra entre Francia y los saboyanos. El parlamento de Borgoña rehusó registrar la donación que Enrique IV de Francia había hecho a Ginebra en 1604, por lo que el poblado sería sometido hasta la firma del Tratado de París de 1749, en el que Avully sería cedida a Ginebra. Finalmente, solo la jurisdicción de llamado y ejecución de condenados siguieron siendo competencia del rey de Francia, mientras que los demás derechos pasaron a manos ginebrinas. 